# Yüksekova
Yüksekova là một huyện thuộc tỉnh Hakkari, Thổ Nhĩ Kỳ. Huyện có diện tích 2372 km² và dân số thời điểm năm 2007 là 105157 người, mật độ 44 người/km².